# Dalia Ziada
Dalia Ziada (en arabe : داليا زيادة ) est une écrivaine égyptienne née le 2 janvier 1982 au Caire. Elle est l'auteure de The Curious Case of the Three-Legged Wolf - Egypt: Military, Islamism, and Liberal Democracy et d'autres ouvrages de non-fiction salués internationalement sur la politique du Moyen-Orient. Elle est actuellement présidente de l'Institut de la démocratie libérale et directrice exécutive du Centre MEEM d'études sur le Moyen-Orient et la Méditerranée orientale,,.

## Jeunesse et éducation
Dalia Ziada est née au Caire. Sa mère est institutrice arabe et son père était ingénieur dans les forces armées égyptiennes,. Ziada a étudié la sécurité internationale à la Fletcher School of Law and Diplomacy de l'Université Tufts aux États-Unis,.

## Carrière
Ziada a joué un rôle central dans le mouvement de la société civile qui a initié la révolution égyptienne de 2011 contre le régime de Moubarak. CNN la désigne comme l'un des huit agents du changement au Moyen-Orient, et  The Daily Beast écrit que c'est l'une des femmes les plus intrépides au monde.
Des livres à succès américains comme Rock the Casbah: Rage and Rebellion across the Islamic World de Robin Wright et Rabble Rousers: Fearless Fighters for Social Justice de Lily Eskelsen Garcia  traitent de la vie de Ziada de sa lutte pour la démocratisation libérale en Égypte,. Wright a qualifié Ziada de "membre éminente de la  génération du hijab rose, des jeunes femmes engagées dans leur foi, fermes dans leur féminité et résolues à propos de leurs droits ».
Ziada a travaillé comme directeur exécutif du Centre Ibn Khaldun pour les études démocratiques, et comme directeur régional du Congrès islamique américain, Actuellement, elle dirige deux groupes de réflexion : le Liberal Democracy Institute et le MEEM Center for Middle East and Eastern Mediterranean Studies. Elle est également membre du conseil d’administration du Comité des affaires étrangères du Conseil national des femmes en Égypte.
Ziada contribue régulièrement à des publications régionales et internationales de premier plan (en arabe, en anglais et en turc) sur des questions liées à la géopolitique et à la politique de défense au Moyen-Orient, en Méditerranée et en Afrique. Depuis 2006, elle tient un blog dans lequel elle commente des questions liées aux droits de l’homme, aux libertés civiles, aux affaires civiles et militaires et aux relations internationales. En 2010, la Fondation euro-méditerranéenne Anna Lindh pour le dialogue entre les cultures lui a décerné son Prix euro-méditerranéen du journalisme pour ce blog.